# دار يافي للنشر والتوزيع
دار يافي للنشر والتوزيع هي دار نشر مصرية تأسست عام 2018م، أصدرت الدار العديد من المنشورات الأدبية والكتب والروايات العربية، كما شاركت في العديد من معارض الكتاب المحلية والدولية.

## تاريخ الدار
دار يافي هي دار نشر مصرية مقرها القاهرة، تأسست عام 2018 على يد مجموعة من الشباب المهتمين بالثقافة كامتداد لنشاطهم المعرفي على شبكات التواصل الإجتماعي، وتم اعتماد أوراقها الرسمية بإدارة أسماء محمد في المقر الرسمي للدار في القاهرة. وقد شاركت الدار بأعمالها الأولى في معرض القاهرة الدولي للكتاب 2019.

## مجالات الدار
تتنوع إصدارات الدار وتغطي موضوعات مختلفة، وقد أصدرت الدار أعمال متنوعة في مجالات مختلفة منها:
| - الدراسات النقدية - الكتب الدينية - الشعر - أدب الرحلات - المجموعات القصصية | - الروايات (تاريخية - إجتماعية - بوليسية - فلسفية - رعب نفسي). - كتب الأطفال - المقالات والخواطر - التسويق |

## مساهمات ثقافية
من أهم إصدارات الدار رواية «عضوية لويز» للمؤلف والروائي محمد السنور، وكتاب «اعترافات» الذي يضم الكاتب الروائي ضياء الدين خليفة بمشاركة مجموعة من الكاتبين، وأيضاً روايات «آلهة العصر»، و«بنتاجرام»، و«خاتم الأرواح» و«مرايا البيت العتيق» وكتاب «المختارون»، ورواية «الدخان الأزرق» الذي أثار الجدل بسبب اقتباس نفس العنوان من رواية تحمل نفس العنوان لكاتب آخر.

## وصلات خارجية
- دار يافي للنشر والتوزيع